# Cérès de Mazelin
Pour les articles homonymes, voir Cérès et Cérès (timbre).
Le type Cérès de Mazelin désigne une série de timbres d'usage courant, utilisée en France entre 1945 et 1949.
Ces timbres représentent la divinité romaine Cérès, ayant déjà figuré sur plusieurs timbres-poste de France. Ils sont dessinés par Charles Mazelin et gravés par Henri Cortot.

## Histoire
Après la Libération de la France, le gouvernement provisoire de la République française souhaite au plus vite remplacer les timbres à l'effigie de Philippe Pétain par de nouvelles vignettes symbolisant le retour aux valeurs républicaines, la transition étant assurée par des types comme la Marianne de Dulac ou les séries Arc de Triomphe. À l'automne 1944, parmi tous les projets présentés, trois sont approuvés par le gouvernement : les Chaînes brisées, la Marianne de Gandon et la Cérès de Mazelin.
| Image externe |                                |
|               | 1 F, rose-rouge sur laposte.fr |

La maquette dessinée par Mazelin, qui s'est inspiré des premiers timbres français, est d'une grand finesse mais le résultat final, en raison des contraintes liées à l'impression en typographie, est décevant,. Le premier timbre de la série (1 F, rose-rouge) est émis le 1er février 1945. Un timbre à 70 c, lilas, est initialement prévu mais n'est finalement pas imprimé.

## Description
Les timbres représentent la tête de la divinité Cérès, vue de profil gauche, avec une couronne de feuillage. Le motif prend place dans un cadre rond ornementé aux quatre angles du timbre. La mention « REPUBLIQUE FRANÇAISE » est placée en haut du timbre ; en bas, deux indications de la valeur faciale encadrent le mot « POSTES ».
Henri Cortot se charge de graver les poinçons d'après le dessin de Mazelin. Les timbres sont imprimés en typographe rotative par feuilles de 100. Ils mesurent 20 × 24 mm et sont dentelés 14 x 13½.
| Valeur faciale | Couleur                | Émission         | Retrait           | Tirage      |
| -------------- | ---------------------- | ---------------- | ----------------- | ----------- |
| 60 c           | outremer               | 12 février 1945  | 3 mai 1947        | 19 747 000  |
| 80 c           | vert                   | 26 février 1945  | 23 août 1947      | 88 630 000  |
| 1 F            | rose-rouge             | 1er février 1945 | 3 mai 1947        | 762 000 000 |
| 1,20 F         | brun-noir              | 19 février 1945  | 11 mai 1946       | 13 380 000  |
| 1,50 F         | lilas                  | 2 mai 1945       | 23 avril 1948     | 577 000 000 |
| 2 F            | vert-jaune             | 12 août 1946     | 10 septembre 1949 | 379 889 984 |
| 2,50 F         | brun                   | 21 février 1946  | 21 janvier 1948   | 211 000 000 |
| 1,30 F         | bleu                   | 8 avril 1947     | 15 novembre 1947  | 63 890 000  |
| 1 F sur 1,30 F | bleu (surcharge rouge) | 14 novembre 1947 | 5 juin 1948       | 63 890 000  |

Plusieurs timbres sont préoblitérés ; à cet effet, ils sont surchargés avec la mention « AFFRANCHts POSTES » ; les volumes de tirage ne sont pas connus.
| Valeur faciale | Couleur    | Émission           | Retrait           |
| -------------- | ---------- | ------------------ | ----------------- |
| 60 c           | outremer   | 8 mai 1945         | 1er janvier 1946  |
| 80 c           | vert       | 1er janvier 1945   | 1er mars 1946     |
| 1,20 F         | brun-noir  | 1er avril 1945     | 1er mars 1947     |
| 90 c           | vert       | 6 avril 1946       | 1er janvier 1947  |
| 1 F            | rose-rouge | 6 avril 1946       | 1er janvier 1947  |
| 2 F            | vert-jaune | 1er septembre 1946 | 1er janvier 1947  |
| 2,50 F         | brun       | 1er avril 1947     | 8 juillet 1947    |
| 1,50 F         | lilas      | 1er août 1947      | 21 septembre 1948 |

Le timbre préoblitéré à 90 c, vert, n'est pas émis sans la surcharge qu'il porte.
Les 60 c, 1 F et 1,50 F sont surchargés « ALGÉRIE » pour être utilisés en Algérie française mais la date de leur émission et le volume de leurs tirages ne sont pas connus. Les 1 F et 2 F sont surchargés d'une nouvelle valeur en monnaie CFA (respectivement 50 et 60 c) pour servir à La Réunion à partir du 1er janvier 1949.